# Celestino Peleteiro Otero
Celestino Peleteiro Otero (Pontevedra, 1930) és un polític gallec. Treballà com a professor mercantil i milità a la UCD partit amb el qual fou escollit senador per la província d'Ourense a les eleccions generals espanyoles de 1979. Després de l'ensulsiada del partit el 1982 no ha participat més en política.